# Lluís de Vilafranca
Lluís de Vilafranca (català: Joan Mestre i Oliver)  (Vilafranca de Bonany, 1770 - Vilafranca de Bonany, 1847) fou un historiador, bibliotecari, bibliòfil i religiós caputxí balear.

## Biografia
Joan Mestre i Oliver prengué el nom de fra Lluís de Vilafranca en ingressar a l'Orde dels Frares Menors Caputxins el 1788. Durant molts anys fou el bibliotecari al convent dels caputxins de Palma, a Mallorca, del qual era guardià el 1835. Amb la desamortització i l'exclaustració de 1835 dels religiosos, es va haver de retirar a la Casa dels Venerables de Palma, i finalment establí la seva residència a Vilafranca de Bonany, on va viure fins al final dels seus dies.

## Obra
Durant la seva trajectòria com a historiador, deixà un bon nombre d'escrits inèdits, entre els quals cal destacar els tretze volums de Misceláneas históricas relativas a cosas de Mallorca, escrits entre el 1808 i el 1839, i les Memorias para una biblioteca de escritores baleares de 1814, precedent de l'obra de Joaquim Maria Bover de Rosselló. Fou amic i col·laborador de Jaume Villanueva i Astengo, de Gaspar Melchor de Jovellanos, dels menorquins Joan i Antoni Ramis i de Bover mateix.

## Llegat
La població de Vilafranca de Bonany l'ha considerat fill il·lustre de la població. El carrer on es troba la seva casa natal du el seu nom. Bona part de la informació sobre la història de Vilafranca i el mateix Lluís de Vilafranca es troba a l'arxiu de Can Vivot de Palma. L'any 2019 el Ple de l'Ajuntament de Vilafranca aprovà instar als seus propietaris poder accedir a aquest llegat documental procedent de Joan Mestre Oliver per tal de poder-la incorporar a l'arxiu municipal de Vilafranca, ja que constitueix una matèria essencial per a l'estudi i el coneixement de la història del municipi i del mateix personatge, fill il·lustre de la població.